# The Legend of Zelda: Ocarina of Time
The Legend of Zelda: Ocarina of Time (укр. Легенда про Зельду: Окарина часу) — відеогра у жанрі action-adventure, розроблена й опублікована Nintendo для ігрової консолі Nintendo 64 як чергова частина популярної серії The Legend of Zelda. За нею пішов сіквел The Legend of Zelda: Majora's Mask.
Ocarina of Time- п'ята за рахунком гра серії, однак за хронологією описуваних подій вона є приквелом до чотирьох ігор, які вийшли раніше.
Дія гри розгортається в королівстві Хайрул. Головний герой гри Лінк вирушає в подорож, щоб зупинити Генондорфа (Ganondorf) (головного ворога принцеси Зельди та основного антагоніста ігор серії, в перших іграх він звався Ganon). Генондорф, у спробі захопити Хайрул, прагне роздобути артефакт, знаний як Трайфорс (Triforce), який здатний виконувати бажання того, хто ним володіє. Щоб зупинити його, Лінк подорожує в часі за допомогою музичного інструменту Окарини часу (The Ocarina of Time).
Гра Ocarina of Time отримала широке визнання критиків і мала великий комерційний успіх. Було продано понад 7,6 мільйонів копій, гра була визнана найпродаванішою грою 1998 року (попри те, що надійшла в продаж лише в листопаді). Ocarina of Time отримала найкращі оцінки від численних ігрових видань і піднялася на вищі місця в рейтингах. На початку 2006 року вона була названа виданням Nintendo Power «найкращою грою, випущеною для консолі Nintendo». Журнал Edge помістив гру на перше місце в десятці «Найкращих ігор всіх часів».

## Геймплей
Ocarina of Time це 3D екшн-адвенчура з елементами RPG, пригодницьких і пазл -ігор. Гравець управляє ігровим персонажем на ім'я Лінк (англ. Link) від третьої особи, використовуючи схему управління, що стала звичною для сучасних ігор, але революційну на момент виходу гри. Спочатку Лінк озброєний мечом і щитом, також він може використовувати метальна зброя, бомби і свої магічні здібності. Під час бою Лінк може фокусуватися на своєму супротивнику з допомогою нової функції, званої «Z Targeting» (L Targeting у версії для GameCube). Коли використовується ця техніка, камера слідує за метою і Лінк постійно знаходиться до неї лицем. Метальна зброя буде автоматично направлено на мету, що звільняє гравця від необхідності вести прицілювання вручну. У грі, крім боїв з противниками, часто доводиться вдаватися до хитрощів і проявляти кмітливість, що характерно для ігор цієї серії.
Лінк збільшує свою силу і розвиває нові здібності, збираючи предмети і зброю в підземеллях і на поверхні. Ocarina of Time містить кілька додаткових квестів, виконання яких опціональне і не може вплинути на проходження всієї гри. Успішно виконаний додатковий квест надає Лінку новий вид зброї або здатність. В одному з таких додаткових квестів Лінк обмінюється предметами, які він сам не може використовувати, з іншими персонажами. У результаті ряду обмінів Лінк може отримати дворучний меч (Biggoron Sword). В іншому квесті він отримує в розпорядження коня, що дозволяє йому пересуватися швидше, але обмежує в використанні лука. Цей недолік був виправлений у наступних іграх серії The Legend of Zelda.
На початковому етапі гри Лінк отримує окарину, музичний духовий інструмент, який пізніше змінює на окарину Часу (The Ocarina of Time). Протягом всієї гри Лінк розучує 12 мелодій, які дозволяють йому вирішувати музичні головоломки і переміщатися в просторі та часі. Окарина Часу також потрібна для того, щоб дістатися до Головного меча (Master Sword) у Храмі часу (The Temple of Time). Коли Лінк бере меч, він переміщається на 7 років у майбутнє і стає дорослою. Маленький Лінк і дорослий Лінк володіють різними здібностями. Наприклад, тільки дорослий Лінк може використовувати лук фей (Fairy Bow), і тільки маленький Лінк може пробратися у вузькі лази. Використовуючи меч, Лінк може вільно пересуватися між двома періодами часу.

## Карта і розташування
Ocarina of Time починається в Хайрулі, вигаданому королівстві, оточеному полем Хайрул. У ньому розгортаються події більшості ігор серії The Legend of Zelda. Поле Хайрул служить центром, що з'єднує кілька віддалених областей королівства з різною топографією. Деякі з них населені різними расами Хайрула: Хайлійцями (Hylians), горонами (Gorons), народом Зора (Zoras), народом Кокірі (Kokiri) і Герудо (Gerudo). Кожна раса переважно залишається в межах свого регіону.

## Сюжет
Гра починається з того, що фея Наві (Navi) будить Лінка від нічного кошмару. Велике дерево Деку (the Great Deku Tree), захисник лісу, послало Наві, щоб вона привела до нього Лінка, бо Дерево було піддано закляттям, його чекає швидка смерть. Лінк позбавляє Дерево від прокляття, але не може врятувати від занепаду. Дерево Деку розповідає Лінку, що король Герудо Генондорф шукає спосіб захопити землі Хайрула, і Лінк повинен зупинити його. Дерево Деку дає Лінку Священний Камінь лісу (the Sacred Stone of Forest), також знаний як смарагд Кокірі, і посилає його в Хайрул поговорити з Принцесою долі, Зельда. Після розмови Дерево Деку вмирає.
У замку Хайрул Лінк зустрічається з Принцесою Зельдов, яка розповідає йому про сон про майбутнє Хайрула і повідомляє, що передбачала появу Лінка. Вона вірить, що Генондорф, король пустелі, шукає Тріфорс, святу реліквію Священного Царства, яка дає право її власникові могутність бога. Опис Генондорфа збігається з описом людини, який вбив Великий Ліс Деку. Зельда просить Лінка відшукати два священні каменю, щоб він зміг увійти у Священне Царство і дістатися до Тріфорса раніше Генондорфа.
Лінк знаходить камені і повертається в замок, де стає свідком того, як Генондорф викрадає Зельду. Побачивши Лінка, Зельда кидає окарину Часу в замковий рів. Після того, як Лінк дістає окарину з води, Зельда телепатично вчить його Пісні Часу. Ця пісня в поєднанні зі Священними камінням дозволяє Лінку відкрити двері, що веде у Священне Царство. За дверима Лінк знаходить Головний меч (Master Sword), магічну зброю, створене для боротьби зі злом. Як тільки він забирає меч з п'єдесталу, з'являється Генондорф, який іде за ним на Святе Царство і захоплює Тріфорс.
Сім років потому Лінк прокидається і бачить перед собою постарілого мудреця Рауру (Rauru). Рауру розповів Лінку, що його душа була ізольована сім років, до того часу коли він зможе звертатися з Головним мечем і здолати Генондорфа. Рауру — стародавній Мудрець Світу (Sage of Light), один з Семи Мудреців, охороняють Тріфорс. Сім мудреців можуть ув'язнити Генондорфа в Священному Царстві. Але шість інших мудреців були позбавлені своїх здібностей через те, що Генондорф перетворив Хайрул в Землю темряви. Під владою Генондорфа, Хайрул швидко прийшов в занепад і сталося багато нещасть. Лінк повернувся в Хайрул і зустрівся із загадковим Шейко (Sheik), який допоміг йому звільнити п'ять храмів від чудовиськ Генондорфа. Сила цих храмів допоможе повернути мудрецям їх здібності, і вони допоможуть звільнити Хайрул від тиранії Генондорфа.
Після повернення п'яти мудреців Шейк виявився чоловічим втіленням Принцеси Зельди і Сьомим мудрецем. Він повідав Лінку, що оскільки душа Генондорфа нечиста, Тріфорс розпався на три частини, як тільки він до нього доторкнувся, як і було сказано в стародавньому пророцтві. Генондорф отримав Тріфорс Сили (the Triforce of Power), Зельда — Тріфорс Мудрості (the Triforce of Wisdom), а Лінк став володарем Тріфорса Хоробрості (the Triforce of Courage). Коли Зельда дала Лінку чарівні Стріли Світу (Light Arrows), необхідні для того, щоб здолати Генондорфа, лиходій зловив Зельду в кристал і перемістив її в свою вежу. Після цього ті шість мудреців допомогли Лінку проникнути в башту, де Лінк переміг Генондорфа. За допомогою сили всіх семи мудреців Генон був замкнений у Священному Царстві. Тоді Зельда забрала окарину Часу у Лінка і відправила з її допомогою Лінка в його даний час, щоб він зміг повноцінно прожити сім років свого життя.

## Розробка
Ocarina of Time була вперше показана як технічна демоверсія на закритому показі Nintendo's SpaceWorld в 1995 році. Спочатку гра планувалася для випуску на дисках Nintendo 64 DD, але пізніше було ухвалено рішення випустити її на 256-мегабитному картридже ємністю 32 мегабайта. Це була найбільша об'ємна гра, яку Nintendo створила на той момент. Команда розробників складалася з більш ніж 120 чоловік, включаючи каскадер ів, за допомогою яких було здійснено захоплення рухів боїв на мечах і переміщень Лінка.
Покупці, що оформили на гру попереднє замовлення, отримали коробку з випущеним обмеженим тиражем колекційним варіантом, до якого входила золота пластикова карта з написом «Колекційне Видання» («Collector's Edition») і картридж золотого кольору (що продовжувало традицію, почату ще попередніми іграми серії) . Попит на гру був настільки великий, що компанія-рітейлер Electronics Boutique зупинила попередній продаж, а сайт Imagine Games Network повідомив, що деякі працівники роздрібної торгівлі не впевнені, що Nintendo здатна задовольнити первісний попит.

## Сіквел
За Ocarina of Time пішли 4 сиквела:
Majora's Mask — це історія про Лінка з Ocarina of Time, який подорожує в паралельній Хайралу світ, Терміну (Termina).
The Wind Waker — дія гри відбувається через сто років після подій, описаних в Ocarina of Time, в часі, яке стало результатом руйнування світу дорослого Лінка, і набагато пізніше того, як Хайрул був затоплений через повернення Ганона.
Phantom Hourglass — дія гри розгортається майже відразу післяThe Wind Waker, головні герої — вже відомі Лінк і Зельда.
Twilight Princess — дія гри може статися через невизначений проміжок часу після подійMajora's Mask, а також може розвиватися паралельно з подіями The Wind Waker, але в первісному Хайруле. Оскільки багато деталей не пояснювались Nintendo (крім кількох згадок у журналах), неможливо сказати точно, яким має бути порядок проходження ігор і скільки років пройшло між подіями кожної з них. Проте ж Сігеру Міямото пояснив, що Ocarina of Time перша в сюжетної лінії.

## Музика в грі
Музика до Ocarina of Time була написана Кодзі Кондо, композитором, відомим своєю роботою над музичним оформленням ключових ігор Nintendo. Музика в грі навіяна безліччю різних факторів. Доказ цьому — використання різноманітних музичних стилів: від грайливою мелодії в лісі Кокірі до іспанського фламенко в долині Герудо.
У деяких локаціях музичне оформлення є варіацією мелодії окарини, використовуваної в даній локації. Саундтрек Ocarina of Time зробив величезний вплив на музичне оформлення всіх наступних ігор серіалу. Twilight Princessмістить кілька пісень, відомих по Ocarina of Time, що грають роль музичних фонів. Саундтрек був випущений в Японії 18 грудня 1998 року і містив 82 треку.
Музика з Ocarina of Time отримала похвалу багатьох критиків, а сайт відеоігор GameSpot починаючи з 2001 року вважає цей саундтрек одним з десяти найкращих саундтреків до відеоігор.

## Цікаві факти
- Широко розрекламована повість «Аграмонте», написана школяркою Валерією Спіранді, на перевірку виявилася Оцінки| Агрегатор    | Оцінка |
| ------------ | ------ |
| GameRankings | 97.54% |
| Metacritic   | 99     |переказом сюжету Ocarina of Time[5].
- Актор та комік Робін Вільямс є великим фанатом цієї гри, і навіть назвав свою дочку на честь головної героїні серії — принцеси Зельди.[6][7][8].